# Ahmed Amr Ahmed Moawad

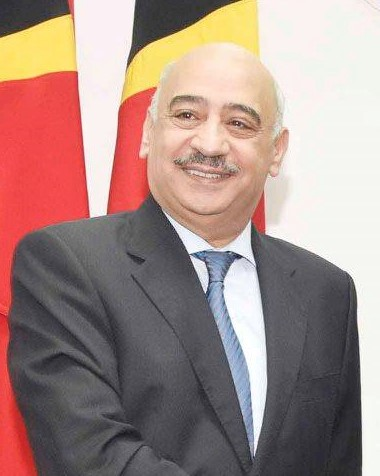
Ahmed Amr Ahmed Moawad (2018)

Ahmed Amr Ahmed Moawad ist ein ägyptischer Diplomat.
Von 2010 an war Moawad Generalkonsul Ägyptens in Frankfurt am Main, mit Zuständigkeit für Bayern, Hessen, Baden-Württemberg, Nordrhein-Westfalen, Rheinland-Pfalz und dem Saarland. Am 31. Oktober 2014 wurde Eman Mohamed Zaki sein Nachfolger. Von 2016 bis 2019 war Moawad Botschafter Ägyptens in Indonesien und Osttimor. Außerdem vertrat er ab 2017 Ägypten auch bei den ASEAN. In Jakarta folgte Moawad Ashraf Mohamed Moguib Sultan in das Amt des Botschafters.